# 井上宗孝とシャープ・ファイブ
井上宗孝とシャープ・ファイブ（いのうえむねたかとシャープファイブ、英語: Munetaka Inoue and His Sharp Five）は、日本のバンドである。シャープ・ホークスのバックバンドであったシャープ・ホークスとそのグループを前身とし、インストルメンタル演奏のバンドとしてはザ・シャープ・ファイブともクレジットされた。初期には井上宗孝とシャープ・ファイヴとも。

## メンバー
- 井上宗孝（1963年 - 1980年） - ドラム（1965年結成メンバー・1994年再結成メンバー）
- 古屋紀（1963年 - 1974年） - ピアノ・オルガン（1965年結成メンバー・1994年再結成メンバー）
- 三根信宏（1964年 - 1974年） - リードギター（1965年結成メンバー・1994年再結成メンバー）
- 山内英美（1967年 - 1977年[7]） - リズムギター（1994年再結成メンバー）
- 西島純（1969年 - 1980年） - ベース
- 陣野重正（1972年 - 1980年） - ヴォーカル
- 天野浩二（1974年 - 1980年） - リードギター
- 小林正和（1974年 - 1980年） - ドラム（1994年再結成メンバー）
- 秋山功（1963年 - 1967年） - ベース（1965年結成メンバー）
- 前田旭（1965年 - 1967年） - リズムギター（1965年結成メンバー）
- 伊藤昌明（1967年 - 1969年） - ベース（1994年再結成メンバー）
- 保山道夫 - サイドギター（1994年再結成メンバー）
- 竹原浩史 - ベース
- 村田修 - キーボード

## 略歴
- 1961年 - ウエスタン・キャラバン解散[3][4][5][8]
- 1963年 - 井上宗孝ら、シャープ・ホークスの二代目バックバンドとしてシャープ・ホークスとそのグループ結成[3][4][5]
- 1965年 - 井上宗孝とシャープ・ファイブと改称して独立[3][4][5]
- 1967年12月 - キングレコードから日本コロムビアに移籍、シャープ・ホークスとの活動を終了[3][4][6]
- 1968年11月 - アルバム『春の海』がオリコンチャート1位を獲得する[5]
- 1974年 - 三根信宏、古屋紀が脱退[3][5]
- 1980年 - 解散[3][5]
- 1994年 - 再結成[3][5]
- 2007年 - 再再結成、アルバム新録[1][3][5]
- 2008年1月 - 井上宗孝が活動終了を宣言[3]
- 2019年、井上宗孝　死去

## 概要

### 活動期
1961年（昭和36年）、スティールギター奏者の相沢芳郎（のちの相澤秀禎）がマネジメントに専念するため、相沢が率いたロカビリーバンドのウエスタン・キャラバンを解散したが、のちにシャープ・ファイブの結成メンバーになる井上宗孝（1938年 - ）、秋山功（1939年 - ）、古屋紀（1940年 - ）らは、同バンドに所属していた。1963年（昭和38年）3月、シャープ・ホークスが結成され、当初は岡田朝光とザ・キャラバンがバックを務めたが、音楽性の違いから、同グループをマネジメントする第一プロダクション代表の岸部清の考えで、井上宗孝らウエスタン・キャラバン出身者を新たに迎え、シャープ・ホークスとそのグループとした。シャープ・ホークスは、東京・池袋の音楽喫茶ドラムを中心にライヴ活動を展開し、その演奏は「そのグループ」が行なった。1964年（昭和39年）ブルー・ファイヤーを脱退した三根信宏（1945年 - ）がリードギターとして迎えられた。三根の父はディック・ミネ（1908年 - 1991年）であり、長男はロカビリー歌手の三根敬男、信宏はその三男である。
1965年（昭和40年）には、井上宗孝とシャープ・ファイブと改称して独立、シャープ・ホークスのバッキングを続ける傍ら、同年6月23日に放送開始したテレビ番組『勝ち抜きエレキ合戦』にレギュラー出演、テーマ曲演奏・模範演奏を行う。同年9月1日に発売された千代川八千代（現在の千田かおり）のシングル『流れの果てに』、同年12月10日に発売された紀本ヨシオ『だから泣かないで』でバッキング、『だから泣かないで』ではベース奏者の秋山が編曲者としてクレジットされた。同年9月には、キングレコードが発売した『グランド・ヒット・パレード 第3集』では、A面はジャッキー吉川とブルーコメッツ、B面は井上宗孝とシャープ・ファイブが分担して演奏している。同年11月20日には、同社から、同バンドのファーストアルバム『フォー・ナイス・ガイ!』が発売された。シャープ・ホークスがレコードデビューしたのは、翌1966年（昭和41年）9月1日に発売されたシングル『ついておいで』であり、キーボード奏者の古屋が編曲者としてクレジット、同シングルのアーティスト名も「シャープ・ホークス 井上宗孝とシャープ・ファイヴ」とクレジットされた。同月には、同バンドが単独でインストルメンタルのシングル『ゴールデン・ギター』が発売され、シングルデビューも果たす。同盤の表題曲はリードギター奏者の三根のオリジナル作品であり、B面の『渚の乙女』はピョートル・チャイコフスキーの楽曲を古屋が編曲したものである。同年には、同バンドはギターをフェンダーから日本製のグヤトーンに切り替え、グヤトーンミュージックセンターが主催する「グヤトーン・シャープファイブショー」が全国展開され、そのステージに精力的に出演した。当時のメンバーは、前田旭、秋山功、三根信宏、古屋紀、井上宗孝である。
1967年（昭和42年）6月には、同月に発行された『週刊明星』はグループ・サウンズ（GS）特集の様相を呈しており、同誌上で行われた座談会「バンド・リーダー座談会 若いハートが燃えている!」に、ジャッキー吉川（1938年 - 、ジャッキー吉川とブルー・コメッツ）、田辺昭知（1938年 - 、田辺昭知とザ・スパイダース）、岸部修三（現在の岸部一徳、1947年 - 、ザ・タイガース）、加瀬邦彦（1941年 - 2015年、加瀬邦彦とザ・ワイルドワンズ）、水谷淳（現在の水谷公生、1947年 - 、アウト・キャスト）等、名だたるメンバーとともに井上宗孝が参加した。同年、三根が開発に関わったエレクトリック・ギター（エレキギター）「グヤトーン・シャープファイブ・モデル」（GUYATONE LG-350T）が発売された。同年12月には、日本コロムビアに移籍、それとともにシャープ・ホークスとの活動を終了する。日本コロムビアでの初仕事は、同月に「前田美波里 井上宗孝とシャープ・ファイヴ」名義で発表されたシングル『ふたりの浜辺』である。一方キングレコードでは、年明け1968年（昭和43年）1月20日に発売されたシングル『オーケイ!』が「シャープ・ホークス 井上宗孝とシャープ・ファイヴ」名義の最後の仕事になった。同作は、ハワード＝ブレイクリーの楽曲を古屋が編曲、同バンドが演奏、シャープ・ホークスが歌ったものである。
1968年4月に発行された『週刊明星』の巻頭では、「GS珍ルックまかり通る」として、寺内タケシとバニーズ、萩原健一らのザ・テンプターズ、輿石秀之（現在の大石吾朗）らのジ・エドワーズ、ザ・ピーコックスとともに登場、衣裳的にも注目されたが、同年11月には、『春の海』や『さくらさくら』といった純邦楽をアレンジして演奏したアルバム『シャープ・ファイヴ 春の海』がオリコンチャートのアルバム部門1位を獲得する。日本コロムビア社内でもゴールデンディスクLP賞とゴールデンディスクヒット賞を受賞した。日本コロムビア在籍期間に、インストルメンタル109曲、歌唱楽曲11曲の音源を残した。
1970年（昭和45年）10月には、新興のキャニオンレコード（現在のポニーキャニオン）に移籍、同月10日に発売された『第九／シャープ5クラシックに挑戦』以降、『春の海』路線のインストルメンタル・アルバムを連打する。1974年（昭和49年）には、三根と古屋が脱退、リードギターには天野浩二が加わった。事務所設立の時期は不明であるが、1975年（昭和50年）前後には、シャープ・ファイブ事務所に所属した。1980年（昭和55年）には解散、リーダーの井上宗孝は、ウエスタン・キャラバンの創立者だった相澤秀禎が1968年に設立していた芸能プロダクション、サンミュージックプロダクションに入社、裏方として都はるみのマネジメントを務めた。日本コロムビアの公式ウェブサイト内の同バンドの項目では、解散を1981年（昭和56年）であるとしている。その後、井上宗孝は音楽活動を引退して岐阜県下呂市に移り住んだが、2019年4月19日、82歳の誕生日を迎えた日に死去した。

### 解散後
1994年（平成6年）、東京都中野区の中野サンプラザで「20年ぶりのシャープファイブ・コンサート」を行ない、再結成を果たした。再結成時のメンバーは、井上宗孝、古屋紀、三根信宏、伊藤昌明、山内英美、小林正和、保山道夫であった。2007年（平成19年）4月19日には、新たに録音したCDアルバム『ゴールデン・ギター』を発表した。2008年（平成20年）2月22日に放送された『BS永遠の音楽大全集』第12回『グループサウンズ大全集』にも再び結集したが、これをもってその活動を終了したと、井上宗孝は宣言している。

## グヤトーン・シャープファイブ・モデル

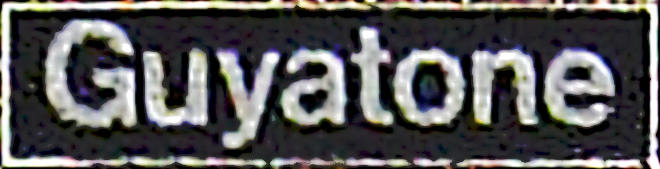
グヤトーン（1970年代）。

日本初のエレクトリック・ギター製造会社グヤ（のちの東京サウンド）の創業者、松木三男（1915年 - 1992年）が立ち上げたブランドであるグヤトーンが、シャープファイブのギター奏者、三根信宏と共同開発を行い、1967年（昭和42年）、「シャープファイブ・モデル」と銘打たれた同ブランド最高機種モデルとして「GUYATONE LG-350T」を発売した。同品はその後も、三根脱退後の1978年（昭和53年）にも「GUYATONE LG-350T Custom」、1982年（昭和57年）には「GUYATONE LG-2100」が発売され、「シャープファイブ・モデル」は継承された。
東京サウンドは、1995年（平成7年）には、後継機種として「GUYATONE Sharp5 Custom LG-2100/M」を発売、同年4月に発行された『Player』は同品を紹介し、「60年代のノスタルジー溢れるスタイリングと、90年代のテクノロジーがみごとに合体」「あまりパワー感のあるサウンドではないが、壮年ギタリストのノスタルジーを満足させてくれる数少ないギター」と評した。同品を共同開発した三根信宏は、続けてアンプ「GUYATONE Zip-1500/MJ」を共同開発、これに対して、翌1996年（平成8年）1月に発行された『Player』は「本機の真骨頂は、現代においてシャープファイブやベンチャーズなどのインストゥルメンタル・ミュージックを演奏するためのチューンナップがなされている」と同品を紹介した。

## ディスコグラフィ
国立国会図書館の所蔵資料、日本音楽著作権協会（JASRAC）の資料を中心とした一覧。

### シングル
1. 流れの果てに（作詞中山大三郎、作曲萩敏郎、CW-339 / 1965年9月1日発売） - 「千代川八千代 井上宗孝とシャープ・ファイブ」名義
  - 待っております（作詞中山大三郎、作曲萩敏郎）
2. だから泣かないで（作詞・曲藤本卓也、編曲秋山功、BS-360 / 1965年12月10日発売） - 「紀本ヨシオ 井上宗孝とシャープ・ファイブ」名義[10]
  - 涙のギター（作詞橋本淳、作・編曲すぎやまこういち）
3. ついておいで（作詞尾中美千絵、作曲鈴木邦彦、編曲古屋紀、BS-489 / 1966年9月1日発売） - 「シャープ・ホークス 井上宗孝とシャープ・ファイヴ」名義[11]
  - キュン!キュン!キュン!（作詞いとうあきら、作曲野沢裕二、編曲古屋紀）
4. ゴールデン・ギター（作・編曲三根信宏、BS-513 / 1966年9月発売） - A面B面ともインストルメンタル[12]
  - 渚の乙女（作曲チャイコフスキー、編曲古屋紀）
5. 追憶（作詞小佐和志帆、作・編曲秋山功、BS-547 / 1966年12月発売）[22]
  - ドライヴィング・ブルース（作詞小佐和志帆、作・編曲古屋紀）
6. 遠い渚（作詞橋本淳、作曲すぎやまこういち、編曲古屋紀、BS-549 / 1966年12月1日発売） - 「シャープ・ホークス 井上宗孝とシャープ・ファイヴ」名義[23]
  - いつものところで（作詞小佐和志帆、作曲野沢裕二、編曲古屋紀）
7. 若い夜（作詞・曲鈴木邦彦、編曲古屋紀、HIT-705 / 1967年4月1日発売） - 「シャープ・ホークス 井上宗孝とシャープ・ファイヴ」名義[24]
  - 愛の土曜日（作詞尾中美千絵、作曲鈴木邦彦、編曲古屋紀）
8. 白い雲の彼方に（作詞尾中美千絵、作曲真弓田幸男、編曲古屋紀、HIT-706 / 1967年4月発売）
  - 遠い海よ（作詞いとうあきら、作曲すぎやまこういち、編曲秋山功）
9. 海へかえろう（作詞橋本淳、作曲すぎやまこういち、編曲古屋紀、HIT-714 / 1967年8月1日発売） - 「シャープ・ホークス 井上宗孝とシャープ・ファイヴ」名義[25]
  - 星のカーニヴァル（作詞・曲鈴木邦彦、編曲古屋紀）
10. レット・ミー・ゴー!（作詞・曲野沢裕二、編曲三根信宏、HIT-721 / 1967年12月20日発売） - 「シャープ・ホークス 井上宗孝とシャープ・ファイヴ」名義[26]
  - ロンリー・ラヴ（作詞尾中美千絵、作曲鈴木邦彦、編曲古屋紀）
11. ふたりの浜辺 Twilight Beach（作詞・曲遠里真耶、編曲古屋紀、P-5 / 1967年12月発売） - 「前田美波里 井上宗孝とシャープ・ファイヴ」名義
  - 愛のカデンツァ Chasing For The Memories（作詞池ひでし、作・編曲古屋紀）
12. オーケイ!（作詞・曲ハワード（英語版）＝ブレイクリー（英語版）、編曲古屋紀、HIT-724 / 1968年1月20日発売） - 「シャープ・ホークス 井上宗孝とシャープ・ファイヴ」名義[14]、デイヴ・ディー・グループおよびザ・カーナビーツのカヴァー曲（1967年）
  - テル・ミー（作詞ミック・ジャガー、作曲ジャガー・リチャーズ、編曲古屋紀） - ローリング・ストーンズのカヴァー曲（1962年）
13. 旅がらすロック Strenger Rock（作詞橋本淳、作曲市川昭介、編曲古屋紀、P-9 / 1968年3月発売）
  - 恋路 My Secret Heart（作詞橋本淳、作曲市川昭介、編曲古屋紀）
14. 網走子守唄 A Lullaby Of Abashiri（作詞橋本淳、作曲市川昭介、編曲古屋紀、P-25 / 1968年7月発売）
  - 夏に消えた恋 The Shortest Love（作詞林春生、作曲市川昭介、編曲古屋紀）
15. 哀愁の六本木 Roppongi Elegy（作詞橋本淳、作・編曲筒美京平、P-40 / 1968年10月発売）[27]
  - 孤独な少女 Lonesome Girl（作詞橋本淳、作・編曲筒美京平）
16. 海の想い出 As The Summer Day Is Gone（作詞小平なおみ、作曲川口真、編曲古屋紀、P-66 / 1969年7月発売）
  - 明日を信じて I Have A Hope To Tomorrow（作詞中村小太郎、作曲川口真、編曲古屋紀）
17. 第九（作曲ベートーヴェン、編曲古屋紀、CA-11 / 1970年10月10日発売）
  - 月光（作曲ベートーヴェン、編曲古屋紀）
18. 月光仮面は誰でしょう（作詞川内康範、作曲小川寛興、CA-54 / 1971年5月発売） - 「ザ・クエッションマーク」名義
  - 田園（作曲ベートーヴェン、編曲木田高介） - 「ザ・シャープ・ファイブ」名義
19. 男の季節（作詞万里村ゆき子、作曲神山純、編曲古屋紀、CA-58 / 1971年6月発売）
  - 帰らない夏（作詞万里村ゆき子、作曲神山純、編曲古屋紀）
20. 京都慕情（作曲ザ・ベンチャーズ、編曲三根信宏、CAS-4 / 1971年6月発売）
  - 京都の恋（作曲ザ・ベンチャーズ、編曲古屋紀）
21. トラ・トラ・トラ（作曲ジェリー・ゴールドスミス、編曲古屋紀、S-9 / 1971年8月発売）
  - 栄光のル・マン（作曲ミシェル・ルグラン、編曲古屋紀）

### アルバム
- グランド・ヒット・パレード第3集（PS-1243 / 1965年9月発売） - B面のみ（A面はジャッキー吉川とブルーコメッツ）
- フォー・ナイス・ガイ!（SKK-168 / 1965年11月20日発売）
- パラダイス・ア・ゴーゴー（SKK-192 / 1966年1月20日発売）
- ビートルズをかき鳴らせ（SKK-243 / 1966年7月1日発売）
- 若いギター（SKK-237 / 1966年7月20日発売）
- ザ・サイドワインダー（SKK-252 / 1966年8月20日発売）
- 若いギター第2集 ついておいで（SKK-293 / 1966年12月1日発売）
- 若いギター第3集 白い雲の彼方に（SKK-345 / 1967年6月20日発売）
- シャープ・ファイヴ・ゴーゴー 和製ポップス・ゴールデン・ヒット（JPS-5137 / 1967年12月発売）[28] - 『渚のうわさ』『バラ色の雲』ほか収録
- ゴー!ゴー!シャープ・ホークス!（SKK-408 / 1968年1月20日発売） - 「シャープ・ホークス 井上宗孝とシャープ・ファイヴ」名義
- シャープ・ファイヴ・スクリーン・ゴーゴー（THS-3004・3005 / 1968年3月発売） - 2枚組[2]
- シャープ・ファイヴ 春の海（JDX-18 / 1968年11月発売） - オリコンアルバムチャート1位獲得[5]（『春の海』『さくらさくら』収録[29]）
- ロック・アラウンド・ザ・クロック（JPS-5181 / 1969年6月発売）
- 粋なうわさ A PRETTY RUMOR 橋本淳・筒美京平ゴールデン・アルバム（JPS-5182 / 1969年7月10日発売） - オムニバスに参加（『京都・神戸・銀座』ほか収録）
- シャープ・ファイヴ・クラシカル・センセーション 四季 - 剣の舞（JDX-29 / 1969年9月発売）
- シャープ・ファイヴ・ゴーゴー 第2集 ポップス・ゴールデン・ヒッツ（JPS-5193 / 1969年11月発売）[30]
- 古賀メロディ大作戦（JDX-37 / 1970年6月発売）
- シャープ・ファイヴ魅力のすべて オール・アバウト・シャープ・ファイヴ（JPW-33・34 / 1970年10月発売） - 2枚組
- 第九／シャープ5クラシックに挑戦（CAL-1001 / 1970年10月10日発売）
- シャープ・ファイブ 軍歌に挑戦 同期の桜（CAL-1012 / 1971年1月発売）
- シャープ・ファイブ ベンチャーズに挑戦（CAL-1015 / 1971年3月発売）
- シャープ・ファイブ ハワイアンに挑戦（CAL-1017 / 1971年5月発売）
- 映画専科（C-1033 / 1971年9月発売）
- ロシアン・フォーク（C-1038 / 1971年11月発売）
- ヒット・アウト14（C-1048 / 1972年発売）
- コレクション Vol.1（C-1061 / 1972年発売）
- コレクション Vol.2（C-1067 / 1973年2月発売）
- ロックン・ロール（C-1075 / 1973年発売）
- 日本の民謡（C-1086 / 1973年発売）
- ツァラトゥストラはかく語りき 白鳥（AB-4001 / 1974年8月発売）
- 懐かしのGSビッグ・ヒット20（15AH75 / 1976年発売）
- なつかしのカレッジ・ポップス・ベスト20（15AH177 / 1976年発売）
- なつかしのGS&カレッジ・ポップス（15AH196 / 1976年発売）
- GS&カレッジ・ポップスの想い出32（25AH243・244 / 1977年発売）
- ビリーボーンで20曲（CO-7113 / 1977年カセットテープのみ発売）
- ギター・アンサンブル・ベストコレクション ムーンライト・セレナーデ（AB-2006 / 1978年1月発売）
- ゴールデン・ギター（OTW-1005 / 2007年4月19日発売） - 新録CDアルバム[1]

### CD復刻・音源
- ゴールデン60'Sコレクション～キングGS編2（K30X-206 / 1987年11月発売） - 『レットミーゴー』『ついておいで』『海へ帰ろう』『キュン! キュン! キュン!』『星のカーニバル』『愛の土曜日』『いつものところで』『遠い渚』『白い雲のかなたに』
- 井上宗孝とシャープ・ファイブI（194A-18 / 1989年5月21日発売） - フルアルバム
- 井上宗孝とシャープ・ファイブII（194A-23 / 1989年6月21日発売） - フルアルバム
- 井上宗孝とシャープ・ファイブ（KICS-2079 / 1990年10月5日発売） - フルアルバム
- エレキ・インスト・ベスト（KICP-2359・2360 / 1992年11月発売） - 『ゴールデン・ギター』（DISC2）
- 井上宗孝とシャープ・ファイブ（KICS-376 / 1993年11月26日発売）
- ザ・ヴェリー・ベスト・オブ・シャープ・ファイヴ（COCA-11509 / 1994年3月1日発売） - ベスト盤
- 60'sキューティ・ポップ・コレクション サイケデリック・タウン・エディット（COCA-12830 / 1995年8月発売） - 『愛のカデンツァ』
- ザ・ヴェリー・ベスト・オブ・シャープ・ファイヴ（COCA-13947 / 1996年11月21日発売） - ベスト盤
- カルトGSコレクション コロムビア編 Vol.1（COCA-13948 / 1996年11月発売） - 『旅がらすロック』
- カルトGSコレクション コロムビア編 Vol.2（COCA-13949 / 1996年11月発売） - 『網走子守唄』『ふたりの浜辺』
- カルトGSコレクション コロムビア編 Vol.3（COCA-13950 / 1996年11月発売） - 『哀愁の六本木』『恋路』
- グループ・サウンズ・イン・ニッポン コロンビア編 クレイジー・ミッドナイト（PLP-7602 / 1997年6月発売） - 『男と女』
- 栄光の湘南サウンズ（KICS-2241 / 1998年5月発売） - 『遠い渚』（井上宗孝とシャープ・ファイヴ版）
- 栄光の弾厚作作品集（KICS-2242 / 1998年5月発売） - 『お嫁においで』『蒼い星くず』（井上宗孝とシャープ・ファイヴ版）
- 60's ビート・ガールズ・コレクション（TECN-25650 / 2000年8月発売） - 『ふたりの浜辺』（前田美波里with井上宗孝とシャープ・ファイヴ）
- 21世紀GSストロング・コレクション『ザ・サイドワインダー』+『ビートルズをかき鳴らせ』（PCD-1384・NKCD-3542 / 2001年4月25日発売） - 2in1フルアルバム
- 21世紀GSストロング・コレクション『パラダイス・ア・ゴーゴー!』+『フォー・ナイス・ガイ!』（PCD-1385・NKCD-3543 / 2001年4月25日発売） - 2in1フルアルバム
- フロム・リヴァプール・トゥ・トーキョー（TECN-25715 / 2001年5月発売） - 『ひとりぼっちのあいつ』（井上宗孝とシャープ・ファイブ版）
- 勝ち抜きエレキ合戦 エレキギターの達人（VICL-61154 / 2003年6月発売） - 『ビートルズがやって来るヤァ!ヤァ!ヤァ!』『ザ・サイドワインダー』
- さのさづくし（COCJ-32475 / 2003年11月発売） - 『さのさ節』
- エレキ・ギター名曲ベスト（KICW-8277・8278 / 2004年5月発売） - 『ゴールデン・ギター』『ロックン・ロール・ミュージック』（DISC2）
- Tokyoエレキ合戦（TECH-25036 / 2005年1月発売） - 『春の海』
- 昭和元禄トーキョーガレージ キング編 レッツゴー・ジャンジャン!（KICS-2467 / 2005年12月発売） - 『ドライヴィング・ブルース』
- 夏だ!エレキだ!go! go! go!（VICL-62014・62015 / 2006年7月発売） - 『星への旅路』（DISC1）『木の葉の子守唄』（DISC2）
- エレキ冬物語（TECH-25148 / 2006年10月発売） - 『四季より"冬"』
- ゴールデン・ギター（OTW-1005 / 2007年4月19日発売） - 新録CDアルバム[1]
- 若いギター 1（KICS-1380 / 2008年7月23日発売） - フルアルバム
- 若いギター 2（KICS-1381 / 2008年7月23日発売） - フルアルバム
- 若いギター 3（KICS-1382 / 2008年7月23日発売） - フルアルバム
- ザ・サイドワインダー（KICS-1396 / 2008年9月26日発売） - フルアルバム
- フォー・ナイス・ガイ!（KICS-1395 / 2008年9月26日発売） - フルアルバム
- ロックン・ロールをかき鳴らせ!（KICS-1413 / 2008年11月26日発売） - フルアルバム
- パラダイス・ア・ゴーゴー!（KICS-1412 / 2008年11月26日発売） - フルアルバム
- さくらさくらデラックス（COCP-35365 / 2009年2月発売） - 『さくらさくら』
- 橋本淳作品集 亜麻色の髪の乙女/ブルー・ライト・ヨコハマ（COCP-35638・35639 / 2009年7月発売） - 『旅がらすロック』（DISC1）
- フロム・アス・トゥ・ユー the covers of the Fab Four by Japanese performers（COCP-35861 / 2009年10月発売） - 『GET BACK』
- エレキ・ギター名曲ベスト（KICW-9311・9312 / 2010年5月発売） - 『ゴールデン・ギター』『ロックン・ロール・ミュージック』（DISC2）
- 井上宗孝とシャープ・ファイヴゴールデン・ベスト（COCP-36720・36721 / 2011年4月27日発売） - ベスト盤
- GSヒット!ヒット!ベスト 決定版（KICW-5225 / 2011年5月発売） - 『白い雲の彼方に』
- 筒美京平 golden hitstory さらば恋人（COCP-37740・37741 / 2012年12月発売） - 『哀愁の六本木』（DISC1）
- GSガレージ★パラダイス GS garage paradise（COCP-38371 / 2013年12月発売） - 『恋路』

## おもなテレビ出演
- 勝ち抜きエレキ合戦（1965年6月23日 - 1966年9月28日放送） - レギュラー
- ヤング720（1966年10月31日 - 1971年4月3日放送） - セミレギュラー（1967年2月22日以降）
- 若さで歌おう ヤアヤアヤング!（1967年4月5日 - 1968年9月25日放送） - レギュラー
- レッツゴー!ヤングサウンズ（1968年10月2日 - 1969年3月26日放送） - ゲスト
- 爆笑ヤングポップス（1968年10月6日 - 1969年3月30日放送） - ゲスト
- BS永遠の音楽大全集 第12回・グループサウンズ大全集（2008年2月22日放送る） - 出演